# Myzostoma metacrini
Myzostoma metacrini is een ringworm uit de familie Myzostomatidae.
Myzostoma metacrini werd in 1906 voor het eerst wetenschappelijk beschreven door McClendon.